# Festival Internacional de Cine de Cali
El Festival Internacional de Cine de Cali, también conocido por sus siglas como FICCALI, es un festival de cine creado en 2009 con la intención de difundir e incentivar obras cinematográficas tanto de la ciudad de Cali como a nivel Colombia e internacional. También ha realizado procesos de formación a lo largo de sus ediciones en distintos lugares de la ciudad, como el Museo la Tertulia y la Universidad del Valle.

## Encabezado
Al igual que otros festivales, el FICCALI tiene una competencia en la cual se entregan varios premios tanto a películas como a los realizadores de las mismas. Estos premios pueden dividirse en dos categorías: el Premio María, cuya estatuilla está inspirado en el largometraje del mismo nombre, María, dirigido en 1922 por Máximo Calvo y considerada como el primer largometraje producido en Colombia, inspirada a su vez en la novela María de Jorge Isaacs; y el otro es el Premio Luis Ospina, inspirado en el cineasta caleño Luis Ospina y cuya estatuilla está inspirada en la persona de María en la película de Máximo Calvo. El diseño de ambas estatuillas fue obra del artista Óscar Muñoz.

### Premio María
- Al Mejor Largometraje Internacional.
- Al Mejor Largometraje Nacional.
- Al Mejor Cortometraje Nacional.

### Premio Luis Ospina
- A la Mejor Dirección en un Largometraje Internacional.
- A la Mejor Dirección en un Largometraje Nacional.
- A la Mejor Dirección en un Cortometraje Nacional